# Louisville (Colorado)
Louisville es una ciudad ubicada en el condado de Boulder en el estado estadounidense de Colorado. En el año 2020 tenía una población de 21,226 habitantes y una densidad poblacional de 1,010.64 personas por km².

## Geografía
Louisville se encuentra ubicada en las coordenadas 39°58′34″N 105°8′39″O / 39.97611, -105.14417.

## Demografía
Según la Oficina del Censo en 2000 los ingresos medios por hogar en la localidad eran de $69.945, y los ingresos medios por familia eran $81.512. Los hombres tenían unos ingresos medios de $57.159 frente a los $36.659 para las mujeres. La renta per cápita para la localidad era de $31.828. Alrededor del 3% de la población estaba por debajo del umbral de pobreza.